# Brandjoch
Brandjoch är ett berg i Österrike.   Det ligger i distriktet Innsbruck Stadt och förbundslandet Tyrolen, i den västra delen av landet, 400 km väster om huvudstaden Wien. Toppen på Brandjoch är 2 414 meter över havet.
Terrängen runt Brandjoch är varierad. Runt Brandjoch är det ganska tätbefolkat, med 185 invånare per kvadratkilometer.. Närmaste större samhälle är Innsbruck, 6,2 km sydost om Brandjoch. 
I omgivningarna runt Brandjoch växer i huvudsak blandskog.